# Artur Sarkisov
Artur Sarkisov (in armeno Արթուր Սարկիսով?, in russo Артур Сергеевич Саркисов?, Artur Sergeevič Sarkisov; Groznyj, 19 gennaio 1987) è un ex calciatore russo naturalizzato armeno, di ruolo attaccante.

## Carriera

### Club
Ha debuttato nel Reutov nel 2006, rimanendovi fino al 2008.
In seguito viene ingaggiato dalla seconda squadra del Lokomotiv Mosca dove in due stagioni segna 31 reti su 42 partite.
Nel 2011 viene quindi ingaggiato dalla prima squadra del Lokomotiv Mosca, che lo cede in prestito al Shinnik Yaroslavl.

### Nazionale
Debutta nella Nazionale di calcio dell'Armenia nel 2011, dove fra il mese settembre e quello di ottobre segna due reti nelle Qualificazioni ad Euro 2012. Il 7 settembre 2012 realizza il gol partita nella sfida contro Malta.